# Фуктхо
Фуктхо (вьет. Phúc Thọ) — уезд Вьетнама, один из семнадцати сельских уездов, входящих в состав Ханоя (с 2008 года, до этого — в составе провинции Хатэй). Площадь — 117 км², население — 156,3 тыс. человек, административный центр — город Фуктхо (вьет. Phúc Thọ).

## География
Уезд Фуктхо расположен на северо-запад от центра Ханоя. На западе он граничит с городом Шонтэй, на севере — с провинцией Виньфук (граница проходит по реке Хонгха), на востоке — с уездом Данфыонг, на юго-востоке — с уездами Хоайдык и Куокоай, на юге — с уездом Тхатьтхат.

## Административное деление
В настоящее время в состав уезда Фуктхо входит один город (thị trấn) — Фуктхо и 22 сельские общины — Камдинь (вьет. Cẩm Đình), Хатмон (вьет. Hát Môn), Хьептхуан (вьет. Hiệp Thuận), Льенхьеп (вьет. Liên Hiệp), Лонгсюен (вьет. Long Xuyên), Нгоктао (вьет. Ngọc Tảo), Фукхоа (вьет. Phúc Hòa), Фунгтхыонг (вьет. Phụng Thượng), Фыонгдо (вьет. Phương Độ), Шентьеу (вьет. Sen Chiểu), Тамхьеп (вьет. Tam Hiệp), Тамтхуан (вьет. Tam Thuấn), Тханьда (вьет. Thanh Đa), Тхолок (вьет. Thọ Lộc), Тхыонгкок (вьет. Thượng Cốc), Тхитьзянг (вьет. Tích Giang), Чатьмилок (вьет. Trạch Mỹ Lộc), Ванха (вьет. Vân Hà), Ваннам (вьет. Vân Nam), Ванфук (вьет. Vân Phúc), Вонгсюен (вьет. Võng Xuyên), Суанфу (вьет. Xuân Phú).

## Транспорт
По территории уезда Фуктхо проходит национальное шоссе № 32, связывающее центр Ханоя с Шонтэем и провинцией Футхо. В пределах уезда на судоходной реке Хонгха имеется несколько пристаней.

## Экономика
В экономике уезда важное значение имеет сельское хозяйство, крестьяне поставляют на рынки Ханоя рис, овощи, фрукты, цветы, свинину, мясо птицы и пресноводную рыбу.

## Культура
В общине Тхитьзянг проходит рыбацкий праздник деревни Ме, посвящённый одному из четырёх бессмертных божеств вьетнамского пантеона — Тан Вьен Шон Тханю (вьет. Tản Viên Sơn Thánh); фестиваль сопровождается соревнованиями по рыбной ловле, поклонением божеству, рыбными угощениями, представлением кукольного театра на воде, игрой дао зиа и детским пением.
В деревне Хатмон одноимённой общины проводится храмовый праздник, посвящённый сёстрам Чынг и сопровождаемый различными церемониями (в том числе процессией с флагами, танцем дракона и спусканием вниз по реке угощений из риса). Согласно легенде, храм Хатмон расположен на месте, где сёстры Чынг бросились в реку Дэй и утонули, чтобы не попасть в плен к китайцам.
На центральном стадионе уезда проводятся бои буйволов, мясо которых после праздника преподносится в дар храмам и продаётся всем желающим (цены на мясо буйволов-победителей достигают огромных сумм, так как среди вьетнамцев бытует поверье, что оно приносит удачу и процветание в новом году). Однако власти Ханоя выступают против этих популярных представлений, считая их жестоким зрелищем.